# Gedeo
Gedeo är en zon i Etiopien.   Den ligger i regionen Ye Debub Biheroch Bihereseboch na Hizboch, i den centrala delen av landet, 300 km söder om huvudstaden Addis Abeba. Antalet invånare är 847 434.
Gedeo delas in i:
- Bule
- Gedeb